# Мясников, Иван Степанович
Ива́н Степа́нович Мяснико́в (17 сентября 1912, Благодатское, Иркутская губерния — 25 сентября 1941, Пирятинский район, Полтавская область) — Герой Советского Союза. Участник боёв на реке Халхин-Гол и Великой Отечественной войны.

## Биография
Иван Степанович Мясников родился 17 сентября 1912 года в деревне Благодатское ныне Тайшетского района Иркутской области.
Окончив 10 классов Тальской средней школы, Иван Степанович Мясников работал на лесосплаве, а с 1933 года стал работать председателем колхоза Тальского сельсовета Тайшетского района.
Окончив Иркутскую высшую коммунистическую школу в 1938 году, Иван Степанович Мясников работал заместителем директора автошколы города Нижнеудинск.

## Участие в военных конфликтах
Ивана Степановича Мясникова в ряды РККА призвали в 1939 году. В том же году он вступил в ВКП(б).
Иван Степанович Мясников участвовал в боях на реке Халхин-Гол во время второго советско-японского пограничного конфликта.
В боях 8 — 24 июля 1939 года младший лейтенант Иван Степанович Мясников принимал непосредственное участие в атаках и уничтожил при этом более двадцати японских солдат.
Указом Президиума Верховного Совета СССР от 17 ноября 1939 года за мужество и героизм, проявленные при выполнении воинского и интернационального долга, младшему лейтенанту Ивану Степановичу Мясникову присвоено звание Героя Советского Союза с вручением ордена Ленина и медали «Золотая Звезда».
Иван Степанович Мясников в 1941 году окончил курсы «Выстрел».
В боях на фронтах Великой Отечественной войны Иван Степанович Мясников принимал участие с июля 1941 года. Погиб 25 сентября 1941 года в окружении южнее города Пирятин (Полтавская область) во время Киевской операции.

## Память
В честь Ивана Степановича Мясникова названы микрорайон в городе Тайшет, школа в деревне Благодатское Тайшетского района и улица в посёлке Соляная (Тайшетский район, Иркутская область).

## Награды
- Медаль «Золотая Звезда».
- Орден Ленина.